# Кінгісепп
Кінгісе́пп або Яма (рос. Кингисепп, водськ., ест. і фін. Jaama) — місто в Росії, адміністративний центр Кінгісеппського району Ленінградської області.
Місто розташоване на річці Луга, за 114 км від Санкт-Петербурга.
Засноване новгородським боярином Іваном Федоровичем як фортеця Ям 1384 року. З 1703 по 1922 місто називалось Я́мбург, потім було перейменоване на честь естонського революціонера Віктора Кінгісеппа.
У 1993 році у місті було проведено референдум за повернення історичної назви Ямбург. За проголосувало лише 10 % населення.

## Історія
Перша літописна згадка відноситься до 1384 року, коли новгородці на чолі з князем Патрікеєм, зміцнюючи свої кордони від нападів німецьких і шведських лицарів, побудували тут фортецю, «город камен на Луге, на Яме», яка мала суцільну кам'яну стіну з вежами і брамами. Фортеця витримала облогу військ Швеції і Лівонської конфедерації в 1395 і 1444—1448 роках. В тому ж літописі під 1395 роком згадується як містечко Яма, 1397 року — Ямьскій городок, 1444 — Яма-город. Назва фортеці Яма отримала по місцевості, де вона перебувала: на південному узбережжі Фінської затоки, між фінськими племенами водь і нарова розміщувалося фінське плем'я ямь; так само називалась і земля, де воно проживало, а по ній назвали і фортецю Яма.
В лівонських та ганзейських джерелах місто Яма до кінця XV століття називалось Нієнслотом, тобто Новим замком, Новим містечком, через що довгий час вважалося, що до того часу воно не згадується в іноземних джерелах. Після заснування Івангорода, на який було перенесено ім'я Ніенслот, поступово в побут західних хроністів увійшла російська назва Яма.
До XV століття стає не тільки військовим, але і ремісничо-торговим центром Північно-Західної Русі і адміністративним центром Ямського повіту водської п'ятини Новгородської землі. В 1583 році місто було віддане Швеції, в 1595-у повернуте, потім знову відійшло до Швеції за Столбовським мирним договором 1617 року.
Мури і вежі фортеці були підірвані в 1681 році.

## Населення
| 1856    | 1863    | 1867    | 1870    | 1885    | 1897    | 1920    | 1923    | 1926    | 1931    | 1932    | 1933    |
| ------- | ------- | ------- | ------- | ------- | ------- | ------- | ------- | ------- | ------- | ------- | ------- |
| 2057    | ↘1059   | ↗2153   | ↗2490   | ↗3343   | ↗4584   | ↘3199   | ↗4438   | ↗4800   | ↘3800   | ↗5800   | ↗7100   |
| 1935    | 1939    | 1945    | 1959    | 1970    | 1979    | 1989    | 1992    | 1996    | 1998    | 2000    | 2001    |
| ↘6100   | ↗7930   | ↘2798   | ↗8413   | ↗17 315 | ↗38 784 | ↗49 954 | ↗51 500 | ↘50 400 | ↗50 600 | ↗52 200 | ↘52 000 |
| 2002    | 2003    | 2005    | 2006    | 2007    | 2008    | 2009    | 2010    | 2011    | 2012    | 2013    | 2014    |
| ↘50 295 | ↗50 300 | ↗50 400 | ↗50 500 | →50 500 | ↘50 167 | ↘49 948 | ↘48 488 | ↗48 500 | ↗48 640 | ↘48 260 | ↘48 128 |
| 2015    | 2016    | 2017    | 2018    | 2019    | 2020    |         |         |         |         |         |         |
| ↘47 969 | ↘47 705 | ↘47 312 | ↘46 747 | ↘45 858 | ↘45 216 |         |         |         |         |         |         |

## Фотогалерея
|                      |                                              |                         |                                      |                                                                    |                                                                           |
| Катерининський собор | Євангелічно-Лютеранської прихід «Ямбургский» | Сучасний житловий масив | Пам'ятник бійцям партизанського руху | Пам'ятник К. І. Бістрому скульптора П. К. Клодта в парку Романівка | Кінгісеппский краєзнавчий музей (будівля колишнього комерційного училища) |